# Col des Arrentès
Le col des Arrentès est un col routier du massif des Vosges entièrement situé sur le territoire de la commune des Arrentès-de-Corcieux, dont il tire son nom.

## Géographie

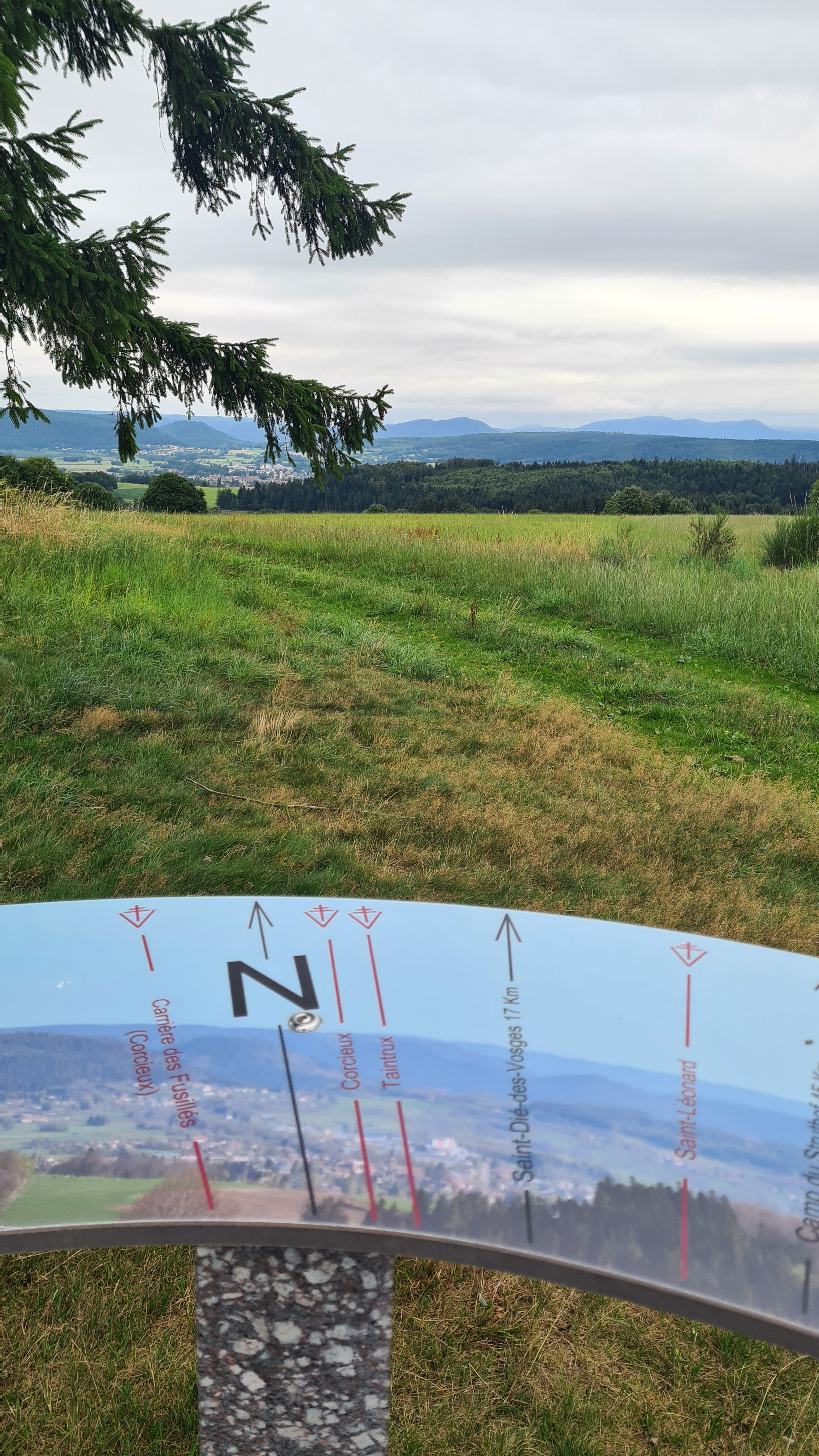
Vue sur la vallée du Neuné depuis la table d'orientation de Sarifaing.

Par la route départementale 31 dite route des Granges et reliant Granges-Aumontzey à Corcieux, il permet de relier la vallée de la Vologne à la vallée du Neuné.

## Histoire
À proximité du col des Arrentès, au lieu-dit Sarifaing se situe l'emplacement d'un ancien mirador allemand de surveillance aérienne que des éléments du maquis de Corcieux ont attaqué le 6 juin 1944 tandis que se déroulait le débarquement de Normandie. Une table d'orientation et un monument mémoriel expliquent et rappellent cet événement.